# Régua T (Fractal)
Em matemática, a Régua T é um fractal bidimensional. Como todos os fractais bidimensionais, que tem um limite de comprimento infinito delimitando uma área finita.

Iteração nível 8

 O seu nome resulta da forma da Régua T.